# 許穆

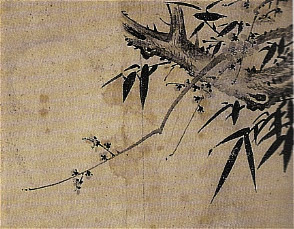
許穆作墨竹図

許 穆（きょ ぼく、ホ・モク、허목、宣祖28年12月11日（1596年1月10日） - 粛宗8年4月27日（1682年6月2日））は、李氏朝鮮後期の文臣・政治家・書家・画家。字は文甫・和甫・文父。号は眉叟・臺領老人・石戸丈人、別号は眉老・熙和・孔巖之世・承明・東膠老人・九疇老人・東序老人・二書圃翁。諡号は文正。漢城府彰善坊（現在のソウル特別市鍾路区）に生まれた。本貫は陽川許氏。

## 略歴
第1次礼訟（己亥礼訟）と第2次礼訟（甲寅礼訟）の当時南人の論客の一人、南人の中堅であり、南人の強硬派（清南）の首領だった。文緯・鄭逑の門人。
西人の党首の宋時烈・宋浚吉の主な政敵であり、文科に合格しなくても学問的能力を認められ吏曹判書と右議政を務めた。

## 著作
- 『經禮類纂』（1647）
- 『東事』（1667）
- 『清士列傳』（1667）
- 『經説』（1677）
- 『績紳類纂』
- 『眉叟天字文』
- 『檀君世家』
- 『邦國王朝禮』
- 『正體傳重説』
- 『眉叟記言』（1689）
- 『心學圖』- 画像の意味を解説する書策
- 『堯舜禹傳授心法圖』
- 『牧場地圖』（1663）
- 『許穆手稿本』
- 『頭陀山記』